# Jaume Pujol Balcells
Jaume Pujol Balcells (Guissona, 8 febbraio 1944) è un arcivescovo cattolico spagnolo, dal 4 maggio 2019 arcivescovo emerito di Tarragona.

## Biografia
Monsignor Jaume Pujol Balcells è nato a Guissona l'8 febbraio 1944.

### Formazione e ministero sacerdotale
Ha compiuto gli studi ecclesiastici nel Collegio Romano della Santa Croce dal 1962 al 1973. Nel 1967 ha conseguito la laurea in scienze dell'educazione presso l'Istituto internazionale di scienze dell'educazione della sede di Roma dell'Università di Navarra e nel 1976 la laurea in teologia presso la Facoltà di teologia del medesimo ateneo. A Roma è stato professore presso l'Istituto internazionale di scienze religiose dal 1967 al 1973 e membro dell'équipe di professori dell'Istituto per la cooperazione universitaria dal 1970 al 1973.
Il 5 agosto 1973 è stato ordinato presbitero per la Prelatura della Santa Croce e Opus Dei a Madrid dal cardinale Vicente Enrique y Tarancón. È poi entrato a servizio dell'Università di Navarra a Pamplona. È stato professore collaboratore dell'Istituto di scienze dell'educazione, professore di teologia e direttore del Dipartimento di pastorale e catechesi dal 1976 al 2004, professore di teologia nella Facoltà di filosofia e lettere dal 1976 al 1984, direttore degli studi della Facoltà di teologia dal 1984 al 1989 e direttore dell'Istituto di scienze religiose dal 1997 al 2004.
È stato, inoltre, direttore del Collegio maggiore "Giovanni Paolo II" per sacerdoti alunni dell'Università di Navarra dal 1987 al 1993 e direttore della rivista Cauces de Intercomunicación per professori di religione dal 1995 al 2000.
Dal 1993 è stato membro del consiglio consultivo sulla catechesi della commissione episcopale per l'insegnamento e la catechesi della Conferenza episcopale spagnola.
È autore di 23 libri e 60 articoli pubblicati su riviste scientifiche che trattano di sviluppo della didattica, catechesi e pedagogia.

### Ministero episcopale
Il 15 giugno 2004 papa Giovanni Paolo II lo nominò arcivescovo metropolita di Tarragona. Ha ricevuto l'ordinazione episcopale nella cattedrale di Tarragona dall'arcivescovo Manuel Monteiro de Castro, nunzio apostolico in Spagna e Andorra, coconsacranti l'arcivescovo metropolita di Barcellona Lluís Martínez Sistach e il vescovo titolare di Cilibia Javier Echevarría Rodríguez, prelato dell'Opus Dei. Durante la stessa celebrazione ha preso possesso dell'arcidiocesi.
La sua nomina è stata circondata da una certa polemica in alcuni settori della Chiesa catalana che ritenevano che monsignor Pujol Balcells fosse un candidato imposto da Roma e che il nuovo arcivescovo fosse un membro dell'Opus Dei senza alcuna esperienza pastorale nell'area.
Ha promosso la celebrazione della beatificazione di Tarragona, ovvero la cerimonia di beatificazione di 522 martiri del XX secolo tenutasi nel Complex Educatiu di Tarragona il 13 ottobre del 2013. È stata la più numerosa beatificazione nella storia della Chiesa cattolica.
Il 3 febbraio 2014 ha visitato la moschea di via Cartagena a Tarragona, il secondo luogo di culto islamico della città, insieme al direttore degli affari religiosi della Generalitat. Sono stati ricevuti da Abdelaziz Majdouj, presidente di Ar-Risala, e da Mohamed El Ghaidouni, presidente dell'Unione delle comunità islamiche della Catalogna (UCIDCAT). Era la prima volta che un prelato visitava una moschea in Catalogna.
Nel marzo del 2014 ha compiuto la visita ad limina.
Il 4 maggio 2019 papa Francesco ha accettato la sua rinuncia al governo pastorale dell'arcidiocesi per raggiunti limiti di età.
In seno alla Conferenza episcopale spagnola è stato membro della commissione per i seminari e le università dal 2005 al 2011 e membro della commissione per l'insegnamento e la catechesi dal 2011.
Dal 15 giugno del 2004 all’8 giugno 2019 è stato presidente della Conferenza episcopale tarraconense per la quale è stato anche presidente della commissione per l'istruzione.
L'8 aprile 2011 ha ricevuto il titolo di figlio adottivo della città di Tarragona con decisione unanime del consiglio comunale.
Alla fine del 2011 ha pubblicato il libro "Recuerdos y esperanzas". Esso contiene le sue memorie e le sue principali omelie.

## Dichiarazioni controverse
Il 23 gennaio 2012 monsignor Jaume Pujol è stato intervistato dal programma Els matins di TV3. Durante questa intervista ha detto che le donne non possono celebrare la messa, sostenendo che "ognuno ha una funzione" e "non posso fare una delle funzioni svolte dalle donne, non posso far venire al mondo dei bambini". Ha però affermato che c'è una totale uguaglianza tra uomini e donne all'interno della Chiesa cattolica. Nella stessa intervista ha dichiarato che l'aborto è "un grande male per il nostro paese e per le persone che lo fanno".
Alla domanda sulla sua opinione sui gay, ha detto che "il loro comportamento non è appropriato per loro o per la società". Il giorno seguente si è però scusato dicendo che se qualcuno è stato offeso, chiedeva perdono e di non essere frainteso. Anche così, le dichiarazioni fatte dall'arcivescovo hanno avuto risposta da organizzazioni interne ed esterne alla Chiesa.
L'Associazione cristiana di gay e lesbiche della Catalogna (ACGIL) tramite una dichiarazione lo ha invitato a superare l'odio e i pregiudizi nei confronti delle persone omosessuali. L'associazione ha anche affermato che la visione negativa di Jaume Pujol era dovuta al fatto che "la sua esperienza di omosessualità è stata vissuta male o in modo negativo". Il Collettivo delle donne nella Chiesa (CDE) ha risposto affermando per lettera che "manifestazioni come la sua e altre paralizzano le persone gerarchiche della Chiesa cattolica e fanno molto male e sono totalmente contrarie alla campagna di evangelizzazione che stanno attualmente chiedendo di realizzare".
In risposta alle dichiarazioni, 23 partiti politici, sindacati e organizzazioni politiche hanno convocato un incontro davanti all'arcivescovado di Tarragona il 2 febbraio per condannare le dichiarazioni di monsignor Jaume Pujol. Hanno partecipato più di "settanta persone". L'associazione Ex-presos ha presentato una denuncia contro monsignor Jaume Pujol presso l'Ufficio provinciale del Procuratore generale per istigazione all'odio e discriminazione nei confronti degli omosessuali con le sue dichiarazioni.

## Genealogia episcopale
La genealogia episcopale è:
- Cardinale Scipione Rebiba
- Cardinale Giulio Antonio Santori
- Cardinale Girolamo Bernerio, O.P.
- Arcivescovo Galeazzo Sanvitale
- Cardinale Ludovico Ludovisi
- Cardinale Luigi Caetani
- Cardinale Ulderico Carpegna
- Cardinale Paluzzo Paluzzi Altieri degli Albertoni
- Papa Benedetto XIII
- Papa Benedetto XIV
- Papa Clemente XIII
- Cardinale Marcantonio Colonna
- Cardinale Giacinto Sigismondo Gerdil, B.
- Cardinale Giulio Maria della Somaglia
- Cardinale Carlo Odescalchi, S.I.
- Cardinale Costantino Patrizi Naro
- Cardinale Lucido Maria Parocchi
- Papa Pio X
- Papa Benedetto XV
- Papa Pio XII
- Cardinale Eugène Tisserant
- Papa Paolo VI
- Cardinale Agostino Casaroli
- Cardinale Manuel Monteiro de Castro
- Arcivescovo Jaume Pujol Balcells